# Ministre du Service public (Irlande)
 (janvier 2019).
Si vous disposez d'ouvrages ou d'articles de référence ou si vous connaissez des sites web de qualité traitant du thème abordé ici, merci de compléter l'article en donnant les références utiles à sa vérifiabilité et en les liant à la section « Notes et références ».
Le Ministre du Service public (en anglais : Minister for the Public Service) était un poste de ministre au sein du Gouvernement de l'Irlande, il a été créé en 1973. En mars 1987, les fonctions ministérielles sont transférées au Ministre du Tourisme et des Transports, les départements sont amalgamés. 

## Ministre du Service public 1973–1987
| No. | Nom                          | Mandats           | Mandats          | Parti | Parti        |
| --- | ---------------------------- | ----------------- | ---------------- | ----- | ------------ |
| 1.  | Richie Ryan                  | 1er novembre 1973 | 5 juillet 1977   |       | Fine Gael    |
| 2.  | George Colley                | 5 juillet 1977    | 11 décembre 1979 |       | Fianna Fáil  |
| 3.  | Michael O'Kennedy            | 12 décembre 1979  | 24 mars 1980     |       | Fianna Fáil  |
| 4.  | Gene Fitzgerald (1er Mandat) | 24 mars 1980      | 30 juin 1981     |       | Fianna Fáil  |
| 5.  | Liam Kavanagh                | 30 juin 1981      | 9 mars 1982      |       | Labour Party |
|     | Gene Fitzgerald (2e mandat)  | 9 mars 1982       | 14 décembre 1982 |       | Fianna Fáil  |
| 6.  | John Boland                  | 14 décembre 1982  | 14 février 1986  |       | Fine Gael    |
| 7.  | Ruairi Quinn                 | 14 février 1986   | 20 janvier 1987  |       | Labour Party |
| 8.  | John Bruton                  | 20 janvier 1987   | 10 mars 1987     |       | Fine Gael    |
| 9.  | Ray MacSharry                | 10 mars 1987      | 20 mars 1987     |       | Fianna Fáil  |